# لشکرکشی‌های روس‌ها به کناره دریای خزر
لشکرکشی‌های روس‌های وارنگی به دریای خزر مجموعه‌ای از حملات نظامی در بین سال‌های ۸۶۴ تا ۱۰۴۱ میلادی به سواحل دریای خزر بوده است. روس‌های وارنگی ابتدا در قرن نهم میلادی به عنوان بازرگانان پوست، عسل و برده در سرزمین‌های اسلامی (سرکلند) ظاهر شدند. این بازرگانان در مسیر تجاری ولگا به خرید و فروش می‌پرداختند.
نخستین حملهٔ آنان در فاصله سال‌های ۸۶۴ تا ۸۸۴ میلادی در مقیاسی کوچک علیه علویان طبرستان رخ داد. نخستین یورش بزرگ روس‌ها در سال ۹۱۳ رخ داد و آنان با ۵۰۰ فروند درازکشتی شهر گرگان و اطراف آن را غارت کردند. آن‌ها در این حمله مقداری کالا و برده را به تاراج بردند و در راه بازگشتن به سمت شمال، در دلتای ولگا، مورد حملهٔ خزرهای مسلمان قرار گرفتند و بعضی از آنان موفق به فرار شدند، ولی در میانهٔ ولگا به قتل رسیدند. دومین هجوم بزرگ روس‌ها به دریای خزر در سال ۹۴۳ به وقوع پیوست. در این دوره ایگور یکم، حاکم روس کیف، رهبری روس‌ها را در دست داشت. روس‌ها پس از توافق با دولت خزرها برای عبور امن از منطقه، تا رود کورا و اعماق قفقاز پیش رفتند و در سال ۹۴۳ موفق شدند شهر بردعه، پایتخت اران (جمهوری آذربایجان کنونی)، را تصرف کنند. روس‌ها در آنجا به مدت چند ماه ماندند و بسیاری از ساکنان شهر را کشتند و از راه غارت‌گری اموالی را به تاراج بردند. تنها دلیل بازگشت آنان شیوع بیماری طاعون یا اسهال خونی در میانشان بود. سویاتوسلاو یکم، شاهزادهٔ روس‌های کیفی، در اعزام بعدی نیروها به دریای مازندران، در سال ۹۶۵، به لشکریانش دستور داد که دولت خزرها را نابود کنند، تا مجبور نباشند به آنان مالیاتی بپردازند. نابودی خزرها تسلط بر راه‌های تجاری شمال و جنوب ولگا از طریق مناطق استپی و دریای سیاه را برای شاهان روس کیفی فراهم آورد. علاوه بر این، مبارزه‌های سویاتوسلاو منجر به رشد جمعیتی و فرهنگی اسلاوها، که روس‌ها با آنان درآمیخته بودند، در مناطق میان نواحی استپی و جنگلی سالتوو-مایاکی شد.
در سال ۱۰۳۰، روس‌ها به منطقهٔ شروان حمله کردند و حاکم گنجه برای کمک در سرکوب شورش بیلقان مبلغ زیادی پول به آن‌ها پرداخت. یک سال بعد، در ماه نوامبر سال ۱۰۳۱، روس‌ها در نزدیکی باکو شکست خورده و اخراج شدند. در سال ۱۰۳۲ روس‌ها حملهٔ دیگری به شروان داشتند، که در آن الانان و سریرها به آنان ملحق شدند. مسلمانان محلی در ۱۰۳۳ روس‌ها را شکست دادند. سپس، روس‌ها از حوزهٔ دریای خزر حمله کرده و پس از مدت کوتاهی به اغوزها در نبردهای خوارزم کمک کردند. آخرین دورهٔ اعزام نیرو و یورش روس‌ها به دریای خزر در سال ۱۰۴۱ توسط اینگوار دوردست‌نورد به منظور شرکت در جنگ‌های بین گرجستان و بیزانس و احتمالاً نبرد ساسیرتی انجام پذیرفت، که نیروهای روس وارنگی نیز در این اعزام شرکت داشتند. هدف از این اردوکشی‌ها، احتمالاً بازگشایی مسیرهای تجاری قدیمی روس‌ها بود؛ چنان‌که در آن زمان بلغارهای ولگا و خزرها دیگر موانع بزرگی نبودند. پس از آن، هیچ گونه اقدام مشابهی توسط روس‌های وارنگی انجام نپذیرفت و بدین ترتیب مسیر مابین دریای بالتیک و دریای خزر هیچگاه بازگشایی نشد.

## منبع‌شناسی

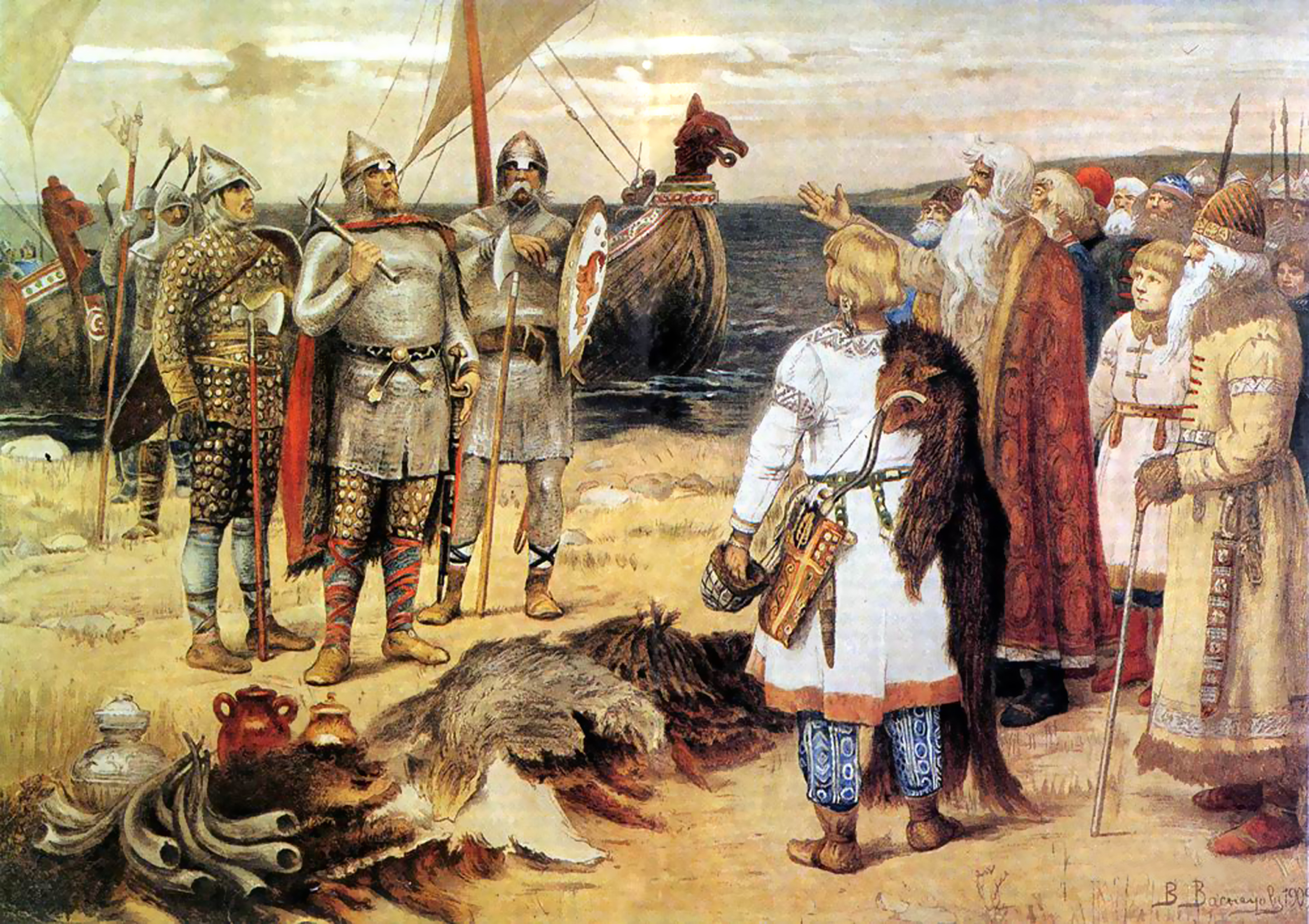
نوعی خاص از وایکینگها را رومی‌ها به نام «روس» می‌نامیدند. این مردمان توسط مسلمانان «وارنگیان» خوانده می‌شدند. نام روس احتمالاً برگرفته از Rodher به معنی «ملاحان» بوده، ولی وارنگیان اشاره به مردمان اسکاندیناوی داشت، به شکلی که به دریای بالتیک «دریای ورنگیان» گفته می‌شد.

منابع مورد استفاده برای لشکرکشی روس‌های وارنگی به دریای خزر شامل کتب تاریخی و جغرافی ملل مختلف، سکه‌ها، نامه‌ها، داستان‌ها و کتیبه‌ها می‌شود. منبع مکتوب بی‌طرفی وجود ندارد، زیرا اغلب منابع مربوط می‌شود به راویانی که شهرهایشان مورد حملهٔ روس‌ها قرار گرفته است. همچنین برخی از منابع تاریخ‌نگاران و جغرافی‌دانان مسلمان دارای تناقضاتی آشکار هستند. از طرفی ادبیات اسکاندیناوی پس از عصر وایکینگ‌ها به وجود آمده است و تا آن زمان تنها افسانه‌هایی داشتند که فقط «عطش شدید جنگجویی» آنان را می‌نماید.
از جمله منابع مکتوب دست اول، کتاب‌های مورخان و جغرافیدانان مسلمان مانند ابن فضلان، ابن رسته، گردیزی، اصطخری (ف. پس از ۹۵۱) علی بن حسین مسعودی، ابن حوقل (ف. ۹۷۸ م)، ابن مسکویه، ابن خردادبه، و… هستند.

مسیر سفر ابن فضلان

در خصوص نخستین لشکرکشی روس‌ها در سال ۹۱۲ میلادی مسعودی و ابن مسکویه گزارش نسبتاً کاملی ارائه می‌دهند. ابن مسکویه، ماجرا را از منظر شاهدان دست اول می‌نگارد و مسعودی روس‌ها را تا فرجام کارشان در سرزمین خزرها دنبال می‌کند. علی بن حسین مسعودی (۸۹۶ – ۹۵۷ میلادی) هم هست که جهانگردی کنجکاو بوده و به «هردوت عرب» شهرت دارد. از نقدهایی که بر آرتور کستلر بر وی وارد می‌کند، برخورد و پرداختن سطحی به موضوعات و پذیرش غیرنقادانهٔ همهٔ مسائل است. از مهم‌ترین منابع اولیه برای دوره آغازین لشکرکشی‌ها، سفرنامه ابن فضلان است. نویسندهٔ این کتاب، که فرستادهٔ خلافت عباسیان به سرزمین‌های شمال دریای خزر بوده است، از بغداد در ژوئن سال ۹۲۱ میلادی به سمت بلغارستان ولگا گسیل شد و پس از گذشتن از همدان، ری، نیشابور، مرو، بخارا، خوارزم، حوضهٔ دریاچه آرال، اوست یورت، یائیک (در قزاقستان کنونی) و حوضهٔ رود ولگا، پس از ۱۱ ماه، در مه ۹۲۲ میلادی به سرزمین بلغارهای ولگا رسید. سفر وی پس از نخستین لشکرکشی روس‌ها بوده است و وی با روس‌ها در سرزمین بلغارهای ولگا و خزرها برخوردهایی داشت و با تنفر و دشمنی از آن‌ها یاد می‌کند. از معاصران ابن فضلان، شخصی به نام ابن رسته است که مانند او از نخستین جغرافی‌نگاران مسلمان است که به ذکر مطالبی دربارهٔ سرزمین و مردمان خزر، بُرداس، بلغارها، مجارها، اسلاوها، روس‌ها، سریرها و آلان‌ها پرداخته است. در کتاب ابن رسته نقل‌قول‌هایی از شخصی به نام «سلام ترجمان» با استناد به ابن خردادبه (حدود ۸۲۰ – ۹۱۲ میلادی) وجود دارد. سلام ترجمان که مردی دوستدار سیر و سفر بود، کتاب‌هایی را از دیگر زبان‌های پیرامون اقوام شمالی برای الواثق بالله (۷۹۴–۸۴۷ میلادی)، خلیفهٔ عباسی، ترجمه می‌کرد. در این که ابن خردادبه یا جیهانی (حدود ۸۹۳ تا ۹۰۷ میلادی) از منابع ابن رسته بوده‌اند یا نه، اختلاف نظر وجود دارد. ابن رسته برخلاف ابن فضلان نگاه مثبتی به روس‌ها ارائه می‌دهد، ولی در برخی از موارد کلام خود را نقض می‌کند. البته در باب جنگاوری روس‌ها، با دیگران هم نظر است.

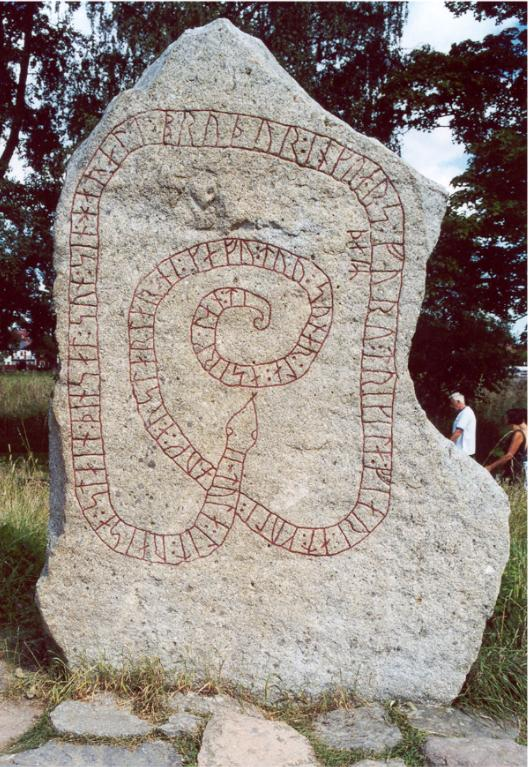
سنگ گریپشولم که یادبودی از اینگوار دوردست‌نورد است.

در طبقه بعدی منابع اولیه، اثر کتاب الاقالیم اصطخری، که پیش از ۹۵۰ میلادی می‌زیست، دربارهٔ جغرافیای جهان اسلام نگاشته شده است، که در آن به اقلیم دریای خزر، دیلم، آذربایجان، اران، ارمنستان و خزر پرداخته است. اما اطلاعات وی دربارهٔ خزرها اشکالاتی دارد. یاقوت حموی در معجم البلدان در توصیف خزرها از وی نیز بهره جسته است. ابن حوقل (فوت حدود ۹۷۸ میلادی) بین سال‌های ۹۴۳ تا ۹۷۰ میلادی در سرزمین‌های اسلامی به قصد تجارت سیاحت کرده و کتاب صورة الارض (یا المسالک و الممالک) را در ۹۷۷ میلادی تألیف کرده است. به نوشته جعفر شعار، وی ممکن است مبلغ مذهبی یا داعی سیاسی بوده باشد و در سال ۹۵۵ میلادی از مناطق شمالی قلمرو مسلمانان شامل آذربایجان و ارمنستان دیدار کرده است. وی همچنین به رود ولگا و سرزمین بلغارستان ولگا سفر کرده است و اطلاعاتی از خزرها داشته است، که در خصوص دست اول بودن آن بین پژوهشگران اختلاف وجود دارد. اما، اطلاعات وی در خصوص سرزمین‌ها غیرمسلمان برگرفته از شنیده‌ها و دارای اشتباهاتی است بنا بر نوشته گلدن در ویراست سوم دانشنامه اسلام، ابن حوقل تنها کسی است که غارت شهر سمندر در خزرستان را گزارش کرده است اما، به نوشته آرتور کستلر، ابن حوقل برخلاف جغرافی‌دانان یادشده، در مناطق مذکور نبوده و بیشتر کتاب صورة الارض یا المسالک و الممالک، که وی در ۹۷۷ میلادی تألیف کرده، نقل از کتاب اصطخری (نگاشتهٔ ۹۳۲ میلادی) است. خود اصطخری هم اغلب از روی شخصی به نام «بلخی»، که متعلق به سال ۹۲۱ است، کتابش را نوشته است. تفاوت این سه کتاب در شیوهٔ ارائهٔ آن‌ها بوده؛ بلخی بیشتر بر نقشه‌ها تأکید داشته و اصطخری حاشیه‌نویسی‌ها را افزایش داده و در کتاب ابن حوقل بیشتر مطالب به شکل متن است. ابن عبری (۱۲۲۶–۱۲۸۶ میلادی) نیز در کتاب تاریخ خود گزارشی از لشکرکشی دوم روس‌ها به آذربایجان به دست داده است.
همچنین در منابع بیزانسی نیز مطالبی آمده، به خصوص رسالهٔ کنستانتین هفتم (۹۰۵ — ۹۵۹ میلادی) به نام De Administrando Imoerio که در حوالی ۹۵۰ میلادی نوشته شده و مطالب آن از منابع گوناگونی گردآوری شده است. این کتاب که توسط امپراتور وقت بیزانس تألیف شده، یک «شاهکار فنی» توصیف شده ولی به موجب شیوهٔ گردآوری مطالب، ندرتاً تناقضاتی در آن یافته‌اند. در بین منابع خزری، نامهٔ سچچتر، که مکاتباتی میان دو یهودی ناشناس است و در مصر کشف شده، نیز اطلاعاتی دربارهٔ چند شخصیت حاضر در ماجرا را می‌دهد. همچنین مکاتبات خزر، که بین یوسف بن هارون، خاقان خزرها طی دهه‌های ۹۵۰ و ۹۶۰ میلادی، و حسدای بن شپروط(۹۱۵–۹۷۰ میلادی)، منشی یهودی خلیفه اموی قرطبه، انجام شده است.
دو قرن پس از این سلسله منابع اولیه، یاقوت حموی (۱۱۷۹–۱۲۲۹) با نگارش معجم البلدان عصر دانشنامه‌نویسی را آغاز کرد. در کتاب یاقوت هم اطلاعات ابن فضلان و هم ابن حوقل دربارهٔ خزرها آمده است. یاقوت به اشتباه مطالب هر دو را با نام ابن فضلان ثبت می‌کرد و لذا پیش از کشف نسخهٔ خطی کتاب ابن فضلان در مشهد، اختلافات نظر فراوانی دربارهٔ این منابع وجود داشت که حال وضعیت آن‌ها روشن شده است.
در بین مکتوبات خود روس‌ها، کتاب قصهٔ سالیان گذشته در نیمهٔ اول قرن دوازدهم بر اساس نوشته‌های قدیمی‌تر نوشته شده است که جالب توجه می‌باشد. علاوه بر آن بخشی از حماسه‌های مکتوب آن‌ها بر روی حدود ۲۶ سنگ رونی وجود دارد که اکثراً در سوئد وجود دارند و شامل افسانه اینگوار می‌شوند. این افسانه ماجرایی است از آخرین اعزام نیروهای وایکینگ به دریای خزر است، که در سال ۱۰۴۱ و برای شرکت در جنگ‌های گرجستان-بیزانس انجام پذیرفت.
سکه‌های درهم عربی، ساسانی و عربی-ساسانی که در اطراف سن پیترزبورگ یافته شده و شیوهٔ ضرب برخی سکه‌ها در دوران علویان طبرستان، نیز از آثاری هستند که اطلاعاتی از وقایع و زمان آن‌ها می‌دهند.

## پیشینه

### روس‌های وارنگی

مسیرها و سنوات حمله‌های وایکینگ‌ها

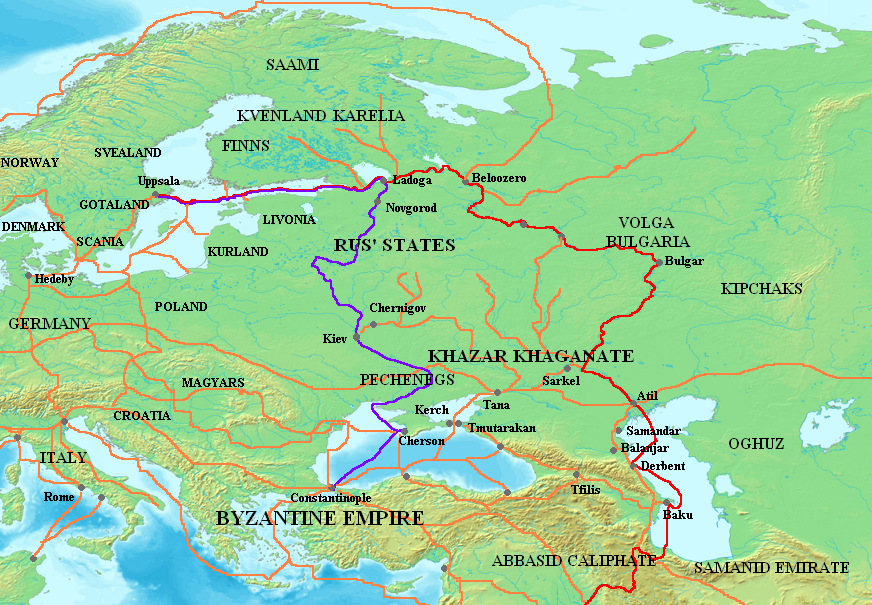
نقشهٔ مسیرهای تجاری روس‌های وارنگی در قرن‌های ۸ تا ۱۱^{اُم} میلادی: مسیر تجاری ولگا (سرخ)، مسیر تجاری دنیپر (بنفش) و دیگر مسیرهای تجاری (نارنجی)

وایکینگ‌ها مردمی در شمال اروپا بودند که به تعبیر آرتور کستلر به صورت ناگهانی «مانند آتشفشانی» به سمت جنوب هجوم آوردند و به حملات شدیدی علیه ملل مختلف دست زدند. در حالی که عده‌ای از آن‌ها به غرب رفته و در ایسلند و نورماندی ساکن شدند و حتی به قاره آمریکا رسیدند، عدهٔ دیگری از آن‌ها به شرق آمده و تا دریای مازندران پیشروی کردند. در اوایل قرن نهم میلادی، روس‌های وارنگی، که وایکینگ‌های به شرق آمده بودند، پس از عبور از دریای بالتیک و خلیج فنلاند از راه رود وولخوف به دریاچه ایلمن در جنوب سن پترزبورگ وارد شده و شهر نووگورود را در جزیرهٔ مناسبی ساختند. همچنین روس‌ها یک شهر به نام آلدیگجا را بنا نهاده بودند، این شهر حدود ۹٫۷ کیلومتری جنوب رود وولخوف، در دهانهٔ دریاچه لادوگا، بود.
این موقعیت جغرافیایی باعث می‌شد تا روس‌ها بتوانند از طریق ولگا به دریای خزر و از طریق دنیپر به دریای سیاه راه یابند. مسیر تجاری ولگا به قلمرو جنگجویان بلغار و خزرها منتهی شده و مسیر تجاری دنیپر آنان را به مرزهای اقوام اسلاو می‌رساند. روس‌ها نخستین‌بار، در مناطق مسلمان‌نشین مجاور دریای خزر، به عنوان معامله‌گر و بازرگان وارد شدند. آن‌ها در امتداد مسیر تجاری دنیپر شهرهایی ساختند و با تجارتشان را با امپراتوری بیزانس آغاز کردند و با مسلمانان سرزمین‌های اطراف دریای خزر که در طول مسیر تجاری ولگا بودند، ارتباط یافتند. اواخر قرن نهم، ابن خردادبه از خرید و فروش روس‌ها با اجناس خزری در بازارهای پایین ولگا و بازارهای سراسر شهرهای پیرامون دریای خزر سخن به میان می‌آورد. این بازرگانان، پوست، عسل و برده می‌فروختند، حتی برخی از این تاجران، با شتر در مسیر بغداد تجارت می‌کردند و بردگان اروپایی نیز کار ترجمه را برایشان انجام می‌دادند. توماس سچاب نونان، مورخ و مردم‌شناس، معتقد است که روس‌ها در سال ۸۰۰ نیز به بغداد رفته‌اند، چون سکه‌های درهم ساسانی، عربی و عربی-ساسانی متعلق به ۸۰۴–۸۰۵ در پترگوف، در نزدیکی سن پترزبورگ، یافته شده است.
روس‌ها مسیر دنیپر را به ولگا ترجیح می‌دادند. این مسیر از مسکن اقوام اسلاوی می‌گذشت که باج‌گزار خزرها بودند. این اسلاوها شامل قبایل پولیانی‌ها در کیف، ویاتیچی‌ها در جنوب مسکو، رادی‌میشچی در شرق دنیپر، سوریان در حاشیه رود درنا و… می‌شدند و اغلب به کشاورزی مشغول، و برخلاف اقوام ترک مسیر ولگا، آرامش‌طلب بودند. این شیوه زندگی باعث می‌شد «طعمهٔ طبیعی» روس‌های وارنگی به‌شمار آیند. مسیر دنیپر دارای هفت آبشار بود که کشتی‌های روس با گذشتن از آن نهایتاً می‌توانستند به قسطنطنیه (پایتخت بیزانس) برسند. بعدها روس‌ها این مناطق را باج‌گزار خود کردند و نهایتاً، الگ نووگورود شهر کیف را فتح کرد و پایتخت روس‌های کیف قرار داد. تدریجاً فرهنگ روس‌ها تحت تأثیر اسلاوها قرار گرفت و در آن هضم شد. روس‌ها دین مسیحیت را پذیرفتند و در اواخر سده دهم میلادی به صورت روسهای امروزی درآمد. از حدود ۸۶۰ میلادی (۲۲۶ قمری) تجاوز روسهای وارانگی از اسکاندیناوی به سرزمین خزران و امپراتوری بیزانس آغاز گردید.
از سوی دیگر روس‌ها برای رسیدن به دریای خزر می‌بایست از مسیر ولگا به سمت جنوب می‌آمدند و از تپه‌های والدای و پیچ و تاپ‌های رودخانهٔ ولگا می‌گذشتند. آن‌ها برای رسیدن به دریا مجبور بودند از شاخه‌های یک رودخانه کشتی را به خشکی برده و حمل کنند تا به شاخهٔ دیگری از رود برسند. بلغارهای ولگا و خزرها در این مسیر حضور داشتند.

### وضعیت ممالک مسیر ولگا

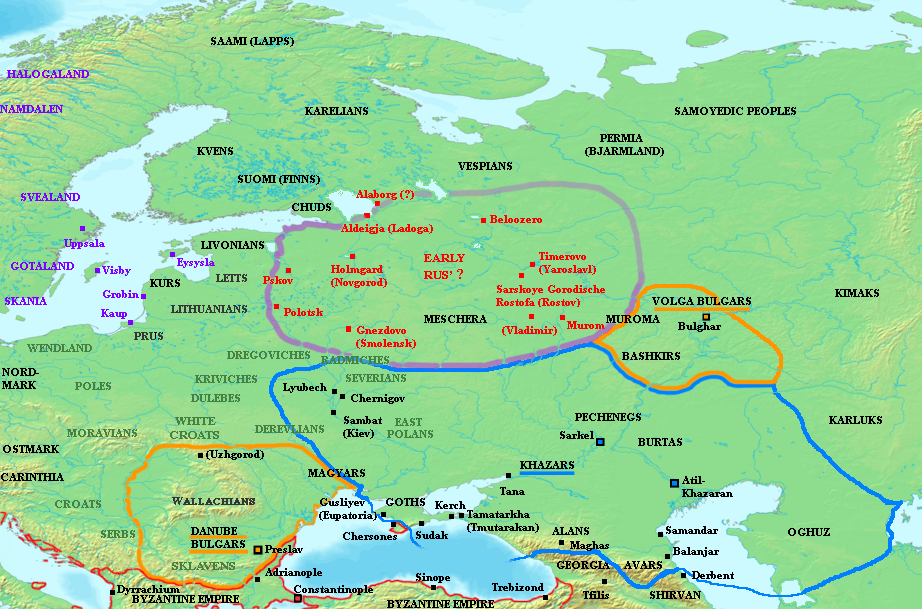
جایگاه امپراتوری خزر (آبی)، بلغارها (نارنجی) و روس‌ها (بنفش) در قرن نهم میلادی. همچنین شهرهای بنفش در بالا-چپ مکانی است که روس‌ها از آنجا آمده‌اند. شهرهای سرخ را روس‌ها پس از فتح این نواحی پا بر جا کردند.

خزرها در نیمهٔ دوم قرن هشتم، در قالب یک حکومت یهودی با موقعیت اقتصادی و نظامی مناسب بودند که با خلافت عباسیان (مسلمانان) و بیزانس (مسیحیان) هم‌مرز بودند و میان این حکومت‌ها و خزران صلح برقرار بود؛ طوری‌که با احساس خطر نسبت به روس‌های تازه‌رسیده، خزرها با کمک مهندسان بیزانسی، پایتخت جدید خود، سارکل، را بنا کردند و سدی در میان این دشمن جدید با امپراتوری بیزانس و خلافت اسلامی شدند.
بلغارهای ولگا در میان رودخانه‌های ولگا و کاما و در اراضی جنوبی محل پیوستن این دو رود می‌زیستند. دربارهٔ مرزهای قلمرو بلغار در منابع مطلب چندانی یافت نمی‌شود. قبایل ترک، فین و اویغور در شمال سرزمین‌شان بودند و زیر قیادتشان قرار داشتند. باشقیرها نیز در مشرق دست نشاندهٔ بلغارها بودند و بعضی از قبایل پچنگ و غُز در جنوب شرقی مستقل از بلغارها به زندگی چادرنشینی خود ادامه می‌دادند. قوم برطاس هم در بیشه‌های میان بلغارها و خزرها جای داشت و مطیع خزران بود و مکرراً با هجوم بلغارها روبرو شدند و بعدها نیز جزو دولت بلغارها گشتند. بلغارهای ولگا از متحدان خلافت عباسی بودند و به دین اسلام درآمده‌بودند، ولی هنوز استقلال کامل نداشتند و تابعیت خزرها بر آنان همچنان وجود داشت. در زمان ابن فضلان رفته‌رفته بلغارها به یکجانشینی روی می‌آوردند.

### وضعیت سرزمین‌های جنوب و غرب دریای خزر

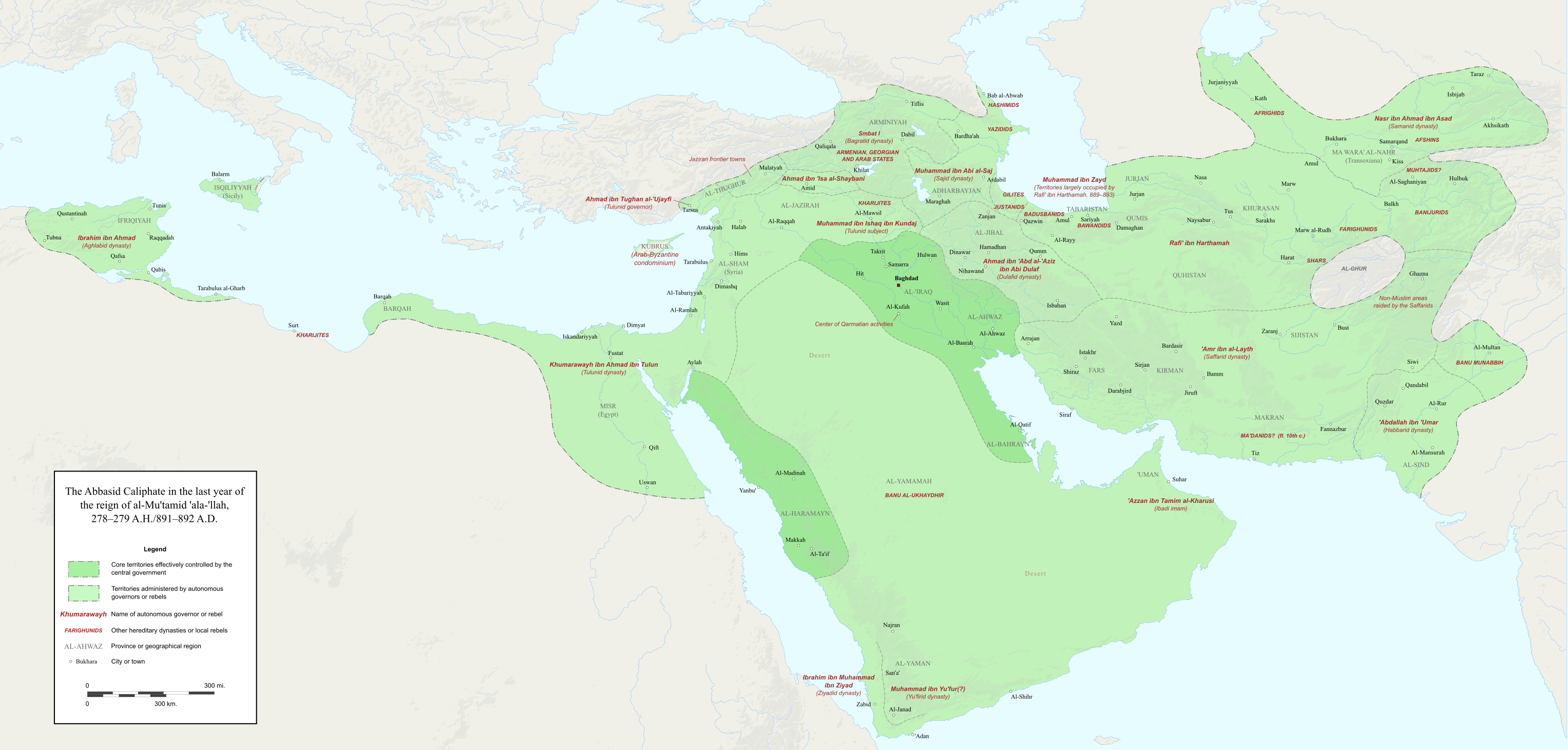
نقشه سرزمین‌های تحت حاکمیت خلافت عباسی در سال‌های پایانی حکومت معتمد (۸۹۱–۸۹۲)سرزمین‌هایی که به صورت مستقیم تحت کنترل دستگاه خلافت بودند به رنگ سبز تیره و سرزمین‌هایی که دارای حکومت خودمختار یا حاکمان شورشی بودند، به رنگ سبز روشن به نمایش درآمده‌اند

در آستانه تهاجمات روس‌های وارنگی، به واسطه سیاست‌های اداری، مالی و نظامی متوکل، خلیفهٔ عباسی، از جمله ولخرجی فراوان، عدم ثبات مقامات اداری و تغییر مکان پایتخت به سامرا و نیز چرخش مذهبی وی به سمت حنابله، خلافت تضعیف شد و با قتل وی در ۸۶۱ میلادی توسط غلامان ترک زمینهٔ زوال قدرت عباسیان فراهم شد. با وقوع جنگ داخلی در بغداد و سامرا طی یک دهه پس از مرگ متوکل، که به کشته شدن چهار خلیفه انجامید؛ خلافت عباسی عملاً تکه‌تکه شد و سلسله‌های نسبتاً مستقلی توسط قدرت‌های نظامی محلی تحت عنوان «امیر» در جای جای سرزمین‌های اسلامی ظهور کردند. این سلسله‌های جدید برخلاف امرای قبلی (نظیر طاهریان) در پی خودمختاری و مرکزگریزی بودند. در این دوره عباسیان از اعمال مؤثر حاکمیت خود، جز در بخش محدودی از سرزمین عراق، ناتوان بودند. بدین ترتیب، سرزمین مسلمانان دچار تجزیه سیاسی شده‌بود.
در نیمهٔ دوم سدهٔ نهم میلادی در سواحل جنوبی دریای مازندران، علویان به رهبری داعی کبیر در طبرستان حکومت جدیدی بنا نهاده بودند که طاهریان را شکست دادند و عوامل آن‌ها را از نواحی شمالی ایران کنونی خارج کردند. این حکومت تازه تأسیس، زیدی مذهب و با خلفای عباسی در حال جنگ بود. آن‌ها حتی در بین مردم برخی از شهرهای عراق محبوبیت داشتند. گرچه این حکومت توسط سامانیان شکست سختی خورد، ولی در زمان ناصرالحق اطروش علویان احیا شدند و بخش اعظم مردمان گیلان در این دوره مسلمان زیدی شدند. بعدها با زوال علویان، حکومت‌های دیلمی مانند جستانیان، آل زیار و آل بویه تبدیل به قدرت‌های منطقه‌ای شدند. محمد بن مسافر از افرادی بود که با استفاده از اختلافات موجود در بین خاندان‌های دیلم، سلسله سالاریان را در ۹۱۶ میلادی در طارم، تأسیس کرد. این خاندان خارج از دیلم به سمت غرب و شمال گسترش یافت و مرزبان بن محمد بر آذربایجان و بخشی از ارمنستان تسلط یافت.
سرزمین میان دو رود کورا و ارس و از شمال محدود به شهر دربند، که منطبق بر جمهوری آذربایجان امروزی است، را اران می‌نامیدند. مرکز این ولایت شهر بردعه بود و حاکمان آن باجگزار خلفای عباسی بودند. یکی از نواحی اران، شروان بود که حاکمان آن تابع عباسیان بودند و در دوران متوکل عباسی به استقلال رسیدند. فرمانروایان حکومت جدید که به زودی تمامی اران را فتح کردند، شروانشاه نام داشتند و در ابتدا عرب تبار بودند در حدود ۹۴۴ میلادی محمد بن یزید، که خود را به صورت موروثی ارانشاه می‌نامید، شروانشاه پیشین را شکست داده و این لقب را بر نام خود افزود.

## تاریخچهٔ حملات از ۸۵۰ تا ۹۵۰ میلادی

### نخستین حملات
نخستین باری که روس‌ها به کناره دریای خزر هجوم بردند، در زمان فرمانروایی حسن بن زید، مؤسس دودمان علویان در طبرستان، بوده است. وی از ۸۶۴ تا ۸۸۴ میلادی حکومت می‌کرده است. روس‌ها در این سفر به جزیرهٔ آبسکون در سواحل شرقی دریای خزر حمله کردند، که ناموفق بود، البته این حمله احتمالاً در مقیاس کوچکی رخ داده است. به نظر ارنست کونیک، مورخ روس، سکه‌های ضرب شده در زمان حسن بن زید که در نزدیکی آبسکون و فرح آباد کشف شدند، می‌تواند نشان دهد که وی می‌خواست با ارجاع به آیه‌هایی از قرآن مردم را تشویق به جنگیدن با متجاوزان روس کند. مفهوم این آیه چنان است که «به کسانی که جنگ بر آنان تحمیل گردیده، اجازه جهاد داده شده است.»
دومین حمله در سال ۹۰۹ یا ۹۱۰ رخ داد، هدف از این اعزام نیز آبسکون بوده است. این حمله هم مشابه هجوم پیشین، کوچک بود و فقط با شانزده کشتی انجام شد. طبق گفته‌های ابن اسفندیار، ابوالضرغام احمد بن القسم، حاکم شهر ساری، با کمک امیر طبرستان، ابوالعباس، توانست نیروهای روس را، که به میانکاله رفته بودند، شکست دهد.
سومین حمله نیز در سال ۹۱۱ یا ۹۱۲ به وقوع پیوست. این بار روس‌ها برای هجوم به طبرستان، ابتدا به شهر ساری حمله کردند و پس از قتل و غارت و به آتش کشیدن روستاها، سوار کشتی‌ها شده و به سمت دیلمستان گریختند. سپس در نزدیکی «چشمه رود» دو گروه شدند، عده‌ای در کشتی‌ها ماندند و عدهٔ دیگر به ساحل حمله کردند، ولی دیلمیان متوجه این موضوع شدند و شبانه کشتی‌های مستقر در ساحل را آتش زدند و مهاجمین را کشتند، ولی آن‌ها که در دریا منتظر بودند، با اموال کسب شده، گریختند و نهایتاً در قلمرو شروانشاهان کشته شدند.

### یورش بزرگ‌سال ۹۱۳ میلادی

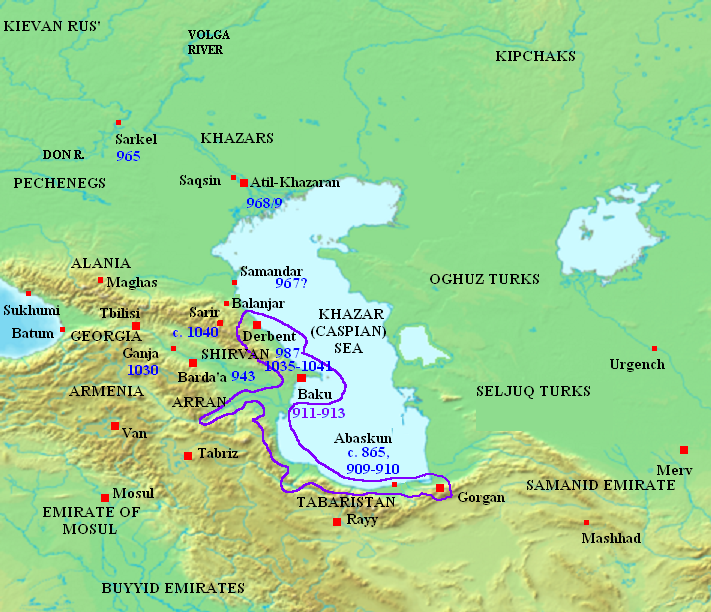
در این نقشه، مهم‌ترین حملات روس‌ها در دریای خزر از اواسط قرن نهم تا اواسط یازدهم نشان داده شده است. تاریخ‌ها به رنگ آبی یورش‌های اصلی روس‌ها را نشان می‌دهند؛ خط بسته به رنگ بنفش منطقهٔ تحت تأثیر قرار گرفته در حملهٔ سال ۹۱۳ به دریای خزر را نشان می‌دهد. نام کشورها و دولت‌های سیاسی به حدود سال ۹۵۰ مربوط می‌شود.

روس‌ها در سال ۹۱۳، نخستین هجوم خود در مقیاس بزرگ را انجام دادند. کرانه‌های جنوبی دریای خزر شاهد ورود ۵۰۰ فروند کشتی روس از جانب مملکت خزرها شدند. روس‌ها برای اینکه بتوانند از اراضی خزرها ایمن عبور کنند، به آن‌ها وعدهٔ نیمی از غنائم را دادند. آن‌ها از پایین رودخانه دنیپر به سوی دریای سیاه رفته، سپس از دریای آزوف به رودخانه دان رسیده و از سارکل کشتی‌ها را به صورت زمینی به ولگا انتقال داده و به دریای خزر رسیدند.
روس‌ها سرانجام به گرگان، در شرق طبرستان، حمله کردند و مناطق مجاور آن را نیز به تاراج بردند. کشتی‌های آنان در نزدیکی جزایر جنوب‌غربی دریا لنگر انداخته بودند و تلاش برای دفع مهاجمان شروع شده‌بود، اما به موفقیت نرسید. پس از آن روس‌ها به سوی باکو حمله کردند، آن‌ها پس از سه روز سفر وارد شهر شدند و مناطق اران (یا آران)، بیلقان و شروان را تصرف کردند. آن‌ها هر چیزی که می‌توانستند را به یغما بردند و زنان و کودکان را به عنوان برده به اسارت گرفتند. سپس در جزیره‌ای در نزدیکی باکو مستقر شدند و از آنجا به ساری حمله‌ای کردند.
طبق نظر ظهیرالدین مرعشی این حمله در زمان استیلای سامانیان بر طبرستان رخ داد. مرعشی از شکست کامل روس‌ها در برابر مدافعان سامانی و قتل همه‌شان سخن گفته که با گزارش علی بن حسین مسعودی، که از لحاظ زمانی به واقعه نزدیک‌تر است، متعارض می‌باشد. با توجه به گزارش‌های مسعودی، روس‌ها در راه بازگشت در دلتای رود ولگا، توسط مسلمانان و برخی از مسیحیان خزری، مورد حمله واقع شدند. این تهاجم احتمالاً با رضایت شاه خزر انجام شده‌بود. کسانی که موفق به فرار شدند، توسط بلغارهای ولگا و برطاس‌ها به قتل رسیدند.
در گزارش مسعودی آمده عده‌ای از مسلمانان اهل خوارزم که به عنوان محافظ خاقان خزران نزد او بودند، از وی خواستند که به انتقام غارت‌ها و کشتارهای روس‌ها علیه مسلمین، با آن‌ها به مبارزه بپردازد. خاقان پذیرفت و به روس‌ها اطلاع داد که مسلمانان آماده جنگ با ایشان هستند. روس‌ها که قصد داشتند از ولگا به رود دُن روند، با این واقعه نقشهٔ خویش را تغییر داده و از مسیرهای آبی خارج شدند. آن‌ها سه روز با مسلمانان جنگیدند و فقط پنج هزار روس زنده ماندند که به سمت قلمرو برطاس‌ها کشتی راندند و در جنگ با برطاس‌ها و غزها کشته شدند.
نزدیکی روس‌ها و خزران می‌توانست موجب نگرانی خلافت عباسیان شود. دستگاه خلافت به نزدیکی با غزان و در نتیجه تقویت بلغارهای ولگا معتقد بوده است، تا در برابر روس‌ها و خزران به عنوان یک خطر مشترک، مقابله کنند؛ بنابراین خلافت عباسی با حمایت از غزها و بلغارها، می‌توانست در آسیای مرکزی، خراسان، قفقاز و شاید آذربایجان، طبرستان و دیلم اعمال قدرت کند و خزرهای مسلمان را در شورش علیه حکومت خود تقویت نماید. پس از حملهٔ روس‌ها به طبرستان و گیلان، نارضایتی در این نواحی افزایش یافت و موجب سقوط عوامل حکومت سامانیان در این ناحیه و برقراری مجدد دولت علویان طبرستان توسط ناصرالحق اطروش شد. ورود اطروش به طبرستان اندکی پس از حملهٔ روس‌ها در ۱۲ اوت سال ۹۱۳ (اول محرم ۳۰۱) روی داد.

### یورش بزرگ در سال ۹۴۳ میلادی

در این نقشه حملات وایکینگ‌ها بر حسب زمان نشان داده شده است. مناطق سبز نواحی هستند که وایکینگ‌ها دائماً به آن‌ها حمله می‌کردند ولی در آنجا ساکن نشدند.

در سال ۹۴۱ روس‌ها حملهٔ ناموفقی به بیزانس داشتند که با پیمان صلح خاتمه یافت. در این دوره ایگور یکم، رهبری روس‌ها را در دست داشت. او تصمیم گرفت با نیروهایی که در این جنگ استفاده نشدند، جنگ دیگری را آغاز کند. به نظر واسیلی بارتلد خود ایگور در این اردوکشی حضور نیافت زیرا منابع از کشته شدن سردستهٔ روس‌ها نوشته‌اند، در حالی که ایگور پس از آن در دیگر منابع حضور دارد.
این دومین هجوم بزرگ روس‌ها به دریای خزر بود که در سال ۹۴۳ به وقوع پیوست. در تهاجم سال ۹۴۳، روس‌ها تا رود کورا و اعماق قفقاز پیش رفتند و نیروهای مرزبان بن محمد حاکم آذربایجان را شکست دادند. در این جنگ مرزبان دارای ارتشی بود که از هر قومیت دیلمی، کُرد و صعلوک ۳۰۰ سرباز داشت و از مردم درخواست داوطلب شدن برای نبرد کرد، ولی به جز دیلمی‌ها بقیه گریختند و روس‌ها شهر بردعه، مرکز اران، را تصرف کردند و زنان و کودکان را به بردگی گرفتند و مال بسیاری به‌دست آوردند.
دو گزارش از شرح وقایع پس از فتح بردعه وجود دارد. یکی از ابن اثیر است که داستان را احتمالاً از «ثابت بن حنان» حول سال ۳۳۲ هجری نقل می‌کند و دیگری متعلق به گزارش‌گری ارمنی به نام موسی کاگان کاتوانسی است. گزارش نخست با این که توسط مورخین مسلمان نوشته شده، از نظر روس‌ها بی‌طرف‌تر است. در گزارش ارمنی از قتل‌عام بی‌رحمانهٔ مردم صحبت شده در حالی که در گزارش ابن اثیر چنان نقل شده که روس‌ها به اهالی گفته‌اند در صورت خارج نشدن از خانه‌هایشان در امان خواهند بود. نقل ابن اثیر نشان می‌دهد روس‌ها می‌خواستند در شهر فتح شده نظم برقرار کنند تا بیشینهٔ غنائم را کسب کنند. این با رویکردشان در حملات پیشین متفاوت است و گویای پیشرفت فرهنگی آنان می‌باشد.
روس‌ها پس از فتح منطقه به مردم پیشنهاد دادند که با پذیرش حکومت روس‌ها بر خود، بتوانند دین خود را حفظ کنند. با توجه به گزارش‌های ابن مسکویه، مردم محلی این صلح را نپذیرفتند و به مقابلهٔ با روس‌ها شتافتند. آن‌ها از روس‌ها خواستند که شهر را ترک کنند. پس از رد شدن اولتیماتوم، روس‌ها شروع به کشتن مردم و باج‌گیری کردند. این کشتار اندکی بعد به پایان رسید تا مذاکراتی انجام پذیرد. پس از آن نیز روس‌ها چند ماه در بردعه ماندند و از این شهر به عنوان مرکز حملاتشان به مناطق اطراف استفاده کردند.
مدتی بعد، بیماری اسهال خونی (دیسانتری) در بین سربازان روس شایع شد. ابن مسکویه در این باره می‌نویسد: «بیش از حد از میوه‌هایی که در اینجا پرورش می‌یابد خوردند. این بیماری در میان آن‌ها همه‌گیر شد… و نیروهایشان کاهش یافت» با شیوع بیماری در میان روس‌ها، مسلمانان به شهر بردعه نزدیک شدند. رئیس سربازان روسی، خود را بر روی الاغی انداخت و از آنجا که ۷۰۰ نفر از سربازانش را از دست داده بود، از جنگیدن طفره رفت و به سمت قلعهٔ بردعه عقب‌نشینی کرد؛ این قلعه نیز توسط مسلمانان محاصره شده‌بود. روس‌ها که از محاصره و بیماری خسته شده‌بودند، با گنجینه‌ها، جواهرات، لباس‌های خوب و بردگان جوان با کشتی‌هایشان در کورا و خدمه‌های کشتی و ۳۰۰ نفر از سربازان که زنده مانده‌بودند، با بخشی از غنیمت‌ها بازگشتند. مسلمانان نیز پس از نبش قبر روس‌ها، اسلحه‌هایی که همراه با اجساد مدفون شده‌بود را برداشتند. پس از پایان جنگ، بردعه مرکزیت و اهمیت خود را از دست داد و گنجه موقعیت برتر را در منطقه به دست‌آورد.
جورج ورنادسکی احتمال می‌دهد که الگ نووگورود فرماندهٔ خرسوار روس‌ها در حمله به اران بود باشده. ورنادسکی می‌گوید، نام اُلگ و هلگو در نامهٔ سچچتر ذکر شده و با توجه به آن سند، هلگو با قایقی به ایران رفت و پس از حمله‌ای نافرجام به قسطنطنیه، در سال ۹۴۱ درگذشت. از سوی دیگر، به نظر لف گومیلیف، چون نام او در نامه‌های روسی برده شده است و با توجه آنچه در منابع عربی ثبت شده است، این فرضیه وجود دارد که وی همان اسوه‌نلد، فرماندهٔ افسانه‌ای وارنگیان، بوده باشد.

## نابودی حکومت خزرها

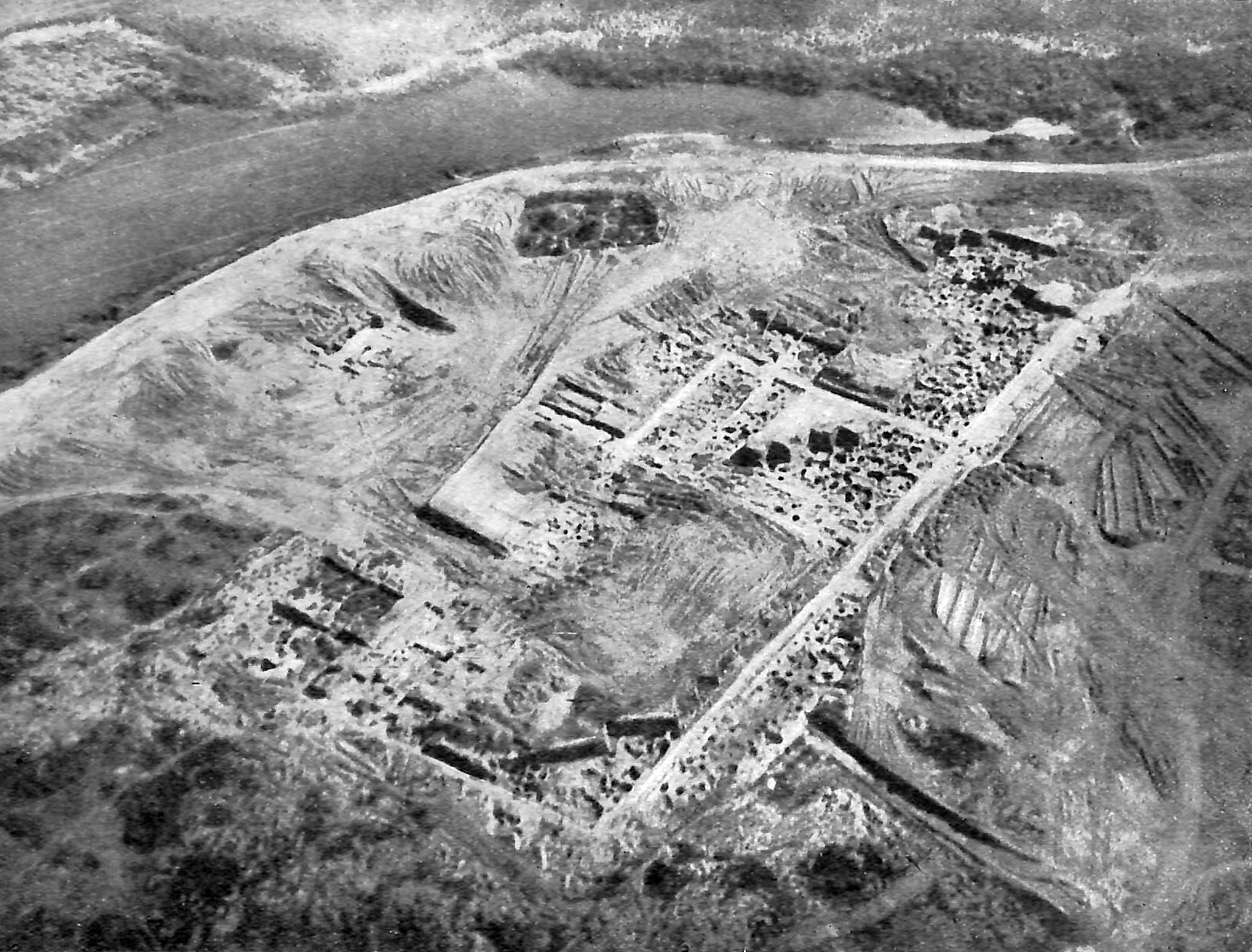
بقایای قلعهٔ سارکل در خزر. عکس هوایی از کاوش‌های انجام شده توسط میخائیل آرتامونوف در دههٔ ۱۹۳۰ میلادی.

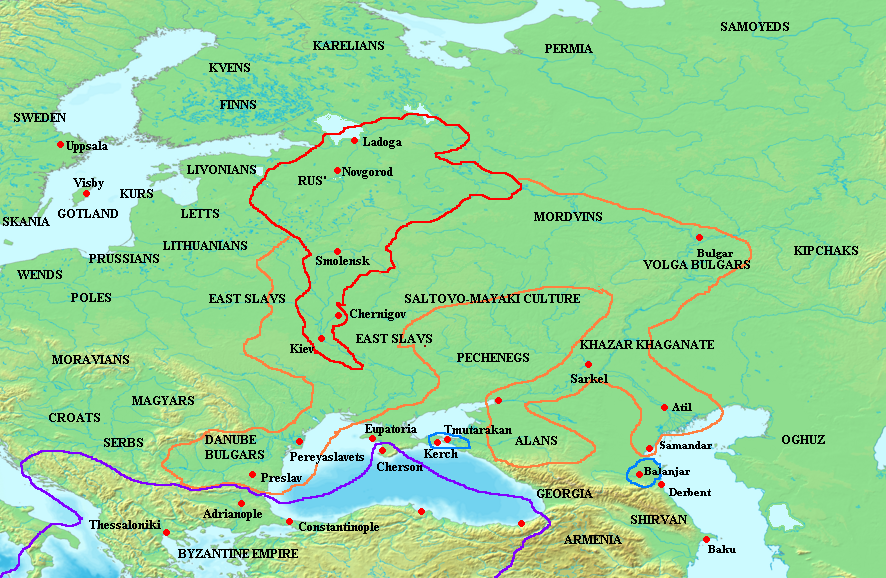
متصرفات روس‌ها در زمان فرمانروایی سویاتسلاو.

درست روشن نیست که دلیل اختلاف خزرها و روس‌ها چه بوده است، بر همین اساس چندین فرضیه در این باره پیشنهاد شده است. یکی از فرضیات این است که روس‌ها ترجیح می‌دادند که خزرها را از مسیر تجاری ولگا کنار بزنند؛ زیرا آنان برای حمل و نقل از ولگا مالیات می‌گرفتند. ظاهراً امپراتوری بیزانس نیز در تحریک قوای روس نقش داشته است. خزرها تا زمان سلطنت رومانوس یکم از متحدان روم شرقی بودند، ولی او در زمان حکومتش یهودیان ساکن در قلمرو بیزانس را مورد اذیت و آزار قرار داد. با توجه به اسناد سچچتر، یوسف بن هارون خاقان خزرها، در پاسخ به این ستم، مسیحیان خزری را مورد ظلم خود قرار داد. از سویی رومانوس با تحریک الگ نووگورود (که در نامه‌ها با نام هِلگو خوانده شده) علیه خزرها، دست به اقدامی تلافی جویانه زد.
در فرضیه دیگری عنوان شده که هجوم به خزرها در برابر تصمیم آن‌ها برای بستن راه ولگا از سال ۹۴۳ بوده است. در مکاتبات خزر، که مابین سال‌های ۹۵۰–۹۶۰ انجام شده‌اند، یوسف بن هارون از نقش خود به عنوان مدافع سیاست‌های مسلمانان در برابر حملات روس‌ها، در منطقهٔ خزر، خبر می‌دهد: «اگر من ساعتی آن‌ها را فرو بگذارم، همهٔ کشورهای عرب را تا بغداد ویران خواهند کرد.» درگیری‌های پیشین مسلمانان و ارتش خزر با غارتگران روس در سال ۹۱۲ نیز ممکن است به این اقدامات و خصومت روس‌ها علیه دولت خزری کمک کرده‌باشد.
سرانجام در سال ۹۶۵، سویاتوسلاو به جنگ خزرها شتافت. وی برای مبارزهٔ خود، مزدورهایی از بین اغوزها و پچنگ‌ها استخدام کرد که شاید برای مقابله با سواره‌نظام قدرتمند خزری بوده‌باشد. سویاتوسلاو شهر سارکل را در حدود سال ۹۶۵ نابود کرد و شهر کرچ، در شبه جزیره کریمه، را به تاراج برد، اما آن را اشغال نکرد. سپس احتمالاً در سال ۹۶۸ یا ۹۶۹ شهر آتیل، پایتخت خزرها، را تصرف کرد. مدت کوتاهی پس از مبارزات سویاتوسلاو، شخصی که از شهر آتیل بازدید کرده نوشته است: «روس‌ها حمله کردند و حتی شاخه‌ای انگور یا کشمش و حتی یک برگ سبز باقی نگذاشتند.»ابن حوقل تنها کسی است که گزارش کرده روس‌ها، پس از بازگشت از «روم و اندلس»، شهر سمندر را غارت کرده‌اند. هجوم سویاتوسلاو به رفاه و استقلال دولت خزر پایان بخشید. نابودی خانات خزر، تسلط بر مسیرهای تجاری شمال و جنوب از طریق مناطق استپی و دریای سیاه را برای شاهان کی‌یفی روس به وجود می‌آورد؛ حال آنکه این مسیرها راه‌هایی بودند که پیش از این نیز به عنوان منابع اصلی درآمد خزرها به حساب می‌آمدند. علاوه بر این، مبارزه‌های سویاتوسلاو منجر به رشد جمعی و فرهنگی اسلاوها در مناطق میان نواحی استپی و جنگلی سالتوو-مایاکی (Saltovo-Mayaki) شد. البته، سویاتوسلاو در سال ۹۷۲ میلادی توسط پچنگ‌ها کشته شد.

## آخرین تهاجمات بزرگ روس‌ها
در ۹۸۷، «میمون»، امیر شهر دربند، از روس‌ها در برابر سران قبایل محلی کمک خواست. روس‌ها، که به نظر می‌رسد بسیاری از آن‌ها سربازان حرفه‌ای بودند، وارد ۱۸ کشتی شدند؛ ولی در پذیرش درخواست مردد بودند و یک کشتی را برای بررسی وضعیت فرستادند. هنگامی که خدمهٔ کشتیِ مورد نظر توسط مردم محلی قتل‌عام شدند. گزارش شده است در سال ۹۸۹ یک واعظ محلی از میمون خواسته است که روس‌ها را برای مسلمان کردن به او تحویل دهد یا بکشدشان، اما میمون این درخواست واعظ را نپذیرفت. در نبردی که در پی این اتفاق پیش آمد، میمون شکست خورد و از شهر گریخت، اما در سال ۹۹۲ به دربند بازگشت.
در سال ۱۰۳۰، روس‌ها به منطقهٔ شروان حمله کردند و حاکم گنجه برای کمک در سرکوب شورش بیلقان مبلغ زیادی پول به آن‌ها پرداخت. بعد از این، روس‌ها به سرزمین خویش بازگشتند و یک سال پس از بازگشت، در ماه نوامبر سال ۱۰۳۱، در نزدیکی باکو شکست خوردند و اخراج شدند. در سال ۱۰۳۲ روس‌ها حملهٔ دیگری به شروان داشتند که در آن الانان و سریرها به آنان ملحق شدند. مسلمانان محلی در ۱۰۳۳ روس‌ها را شکست دادند. مشخص نیست که روس‌ها در این نبرد با چه کسانی متحد شده‌بودند. املیان پریتساک اثبات می‌کند که آن‌ها از یک پایگاه در نزدیکی رود ترک آمده و سرزمین اصلیشان تموترکان بود. پریتساک بر این باور است که روس‌ها از حوزهٔ دریای خزر حمله کرده و پس از مدت کوتاهی به اغوزها در نبردهای خوارزم کمک کردند.
داستان حماسی اینگوار بزرگ‌مسافر، ماجرایی است از آخرین اعزام نیروهای وایکینگ به دریای خزر که در سال ۱۰۴۱ و برای شرکت در جنگ‌های گرجستان-بیزانس و احتمالاً نبرد ساسیرتی انجام پذیرفت که نیروهای وارنگیان نیز در این اعزام شرکت داشتند. عناصر این داستان حماسی با رویدادهای تاریخی به میزان قابل توجهی در هم تنیده‌اند. این لشکرکشی با سفر اینگوار از سوئد آغاز شد و به سرزمین‌های جنوبی ولگا و شرقیون (سرکلند) رسید. حدود بیست و شش سنگ رونی اینگوار وجود دارد که ۲۳ عدد از آن‌ها در دریاچهٔ مئلارن در منطقهٔ اوپلاند سوئد است که اشاره به رزمندگان سوئدی دارد که همراه اینگوار در اردوکشی به سرزمین‌های مسلمان‌نشین حضور داشتند. هدف از این اردوکشی‌ها احتمالاً بازگشایی مسیرهای تجاری قدیمی روس‌ها بود، زیرا که در آن زمان بلغارها و خزرها دیگر موانع بزرگی نبودند. یک سنگ رونی از برادر اینگوار نشان می‌دهد که او برای یافتن طلا به شرق رفته، اما در سرزمین مسلمان درگذشته است. پس از آن، هیچ گونه اقدام مشابهی توسط روس‌ها و دیگر وایکینگ‌ها انجام نپذیرفت و بدین شکل مسیر مابین دریاهای بالتیک و خزر هیچگاه بازگشایی نشد.

## یورش‌های آتی
خاقانی می‌گوید که شروان در ۱۱۷۳ یا ۱۱۷۴ میلادی مورد تهاجم قرار گرفته؛ او اشغالگران را روس‌ها و خزرها، روس‌ها و الان‌ها و روس‌ها و سریرها نام می‌برد. پیتر گلدین استدلال می‌کند که روس‌های ذکر شده توسط خاقانی دزدان دریایی ولگا بودند که با ۷۳ کشتی به شروان حمله کردند. ولادیمیر مینورسکی می‌گوید که حمله توسط حاکم دربند، «بک-بارز بن مظفر» انجام شده. به گفتهٔ مینورسکی، «بک-بارز بن مظفر با کیف ارتباطی نداشت. احتمالاً او از گروه‌های بدون نیزه (نام محلی: бродники؛ خوانده شود: برادنیکی) که از جنوب بودند، استفاده کرد. به عنوان مثال از کازاک‌ها.» شروانشاه اخستان یکم به پادشاه گرجستان رویگردان شد، گیورگی سوم با کمک و ترکیب ارتشش با امپراتور آیندهٔ روم شرقی، آندرونیکوس یکم، توانست مهاجمان را شکست داده و دوباره قلعهٔ شاوران را فتح کند. منابع گرجی در این باره از خزرها صحبت می‌کنند، اما اشاره‌ای به روس‌های افرنجی نمی‌کنند.

## پیامدها

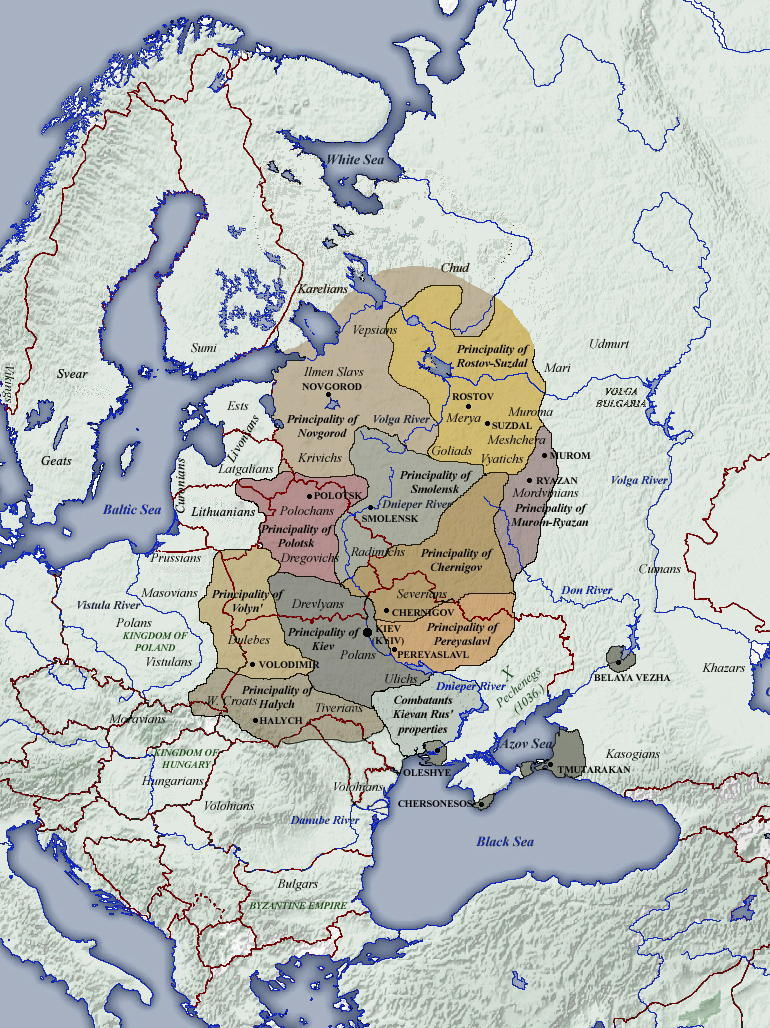
قلمرو روس‌های کیف بعد از دوره لشکر کشی‌ها (۱۰۵۴–۱۱۳۲)

از زمان کوچ روس‌های وارنگی و مجاور شدنشان با خزران و اسلاوها، آن‌ها تحت‌تأثیر نفوذ فرهنگی همسایگان خود قرار گرفتند. کستلر معتقد است آنان سعی داشتند از کسانی که با آن‌ها ارتباط دارند، بیاموزند. چنانچه حکام نخستین نووگورود خود را به تقلید از خزرها «خاقان» نامیدند و مانند نظام سیاسی خزر، امیری را سردار سپاه منسوب کرده و به عنوان نمایندهٔ خود نزد رعایا فرستادند. به گفتهٔ منابع اولیه چنین مدلی در بین اقوام وایکینگ اسکاندیناوی و ژرمن‌ها بی‌سابقه بود. خزرها مرفه و پیشرفته‌ترین حکومتی بودند که در نخستین موج حملات روس‌ها با آن‌ها ارتباط یافتند.
از جمله خراج‌گزاران خزرها اقوام اسلاو بودند که تا ۸۵۹ میلادی مالیاتی را به خزرها و وارنگیان حوزهٔ بالتیک می‌پرداختند. داستانی بیان می‌کند که دو نفر از خویشاوندان روریک، حاکم نووگورود، در یکی از مسافرت‌هایشان از شهری در ناحیهٔ این اسلاوها گذشتند و از آنجا خوششان آمده و در آن ساکن شدند و ظرف ۳ سال این شهر که کی‌یف نام داشت، به دست روس‌ها افتاد. بعدها این دو برای روس‌ها مرکزیت یافت و فرزند روریک، الگ نووگورود، با قتل دو فاتح مذکور شهر، پایتخت روس‌ها را به کی‌یف آورد؛ چنانچه کی‌یف لقب «مادر شهرهای روسیه» گرفت. با این حال مردم خزری و اسلاو شهر همچنان در کی‌یف می‌زیستند.
خزرها دیواری بین بیزانس و روس‌ها بودند که مانع رسیدن کشتی‌های روس به قسطنطنیه می‌شدند. با ضعف خزرها روس‌ها از راه دنیپر پیاپی به قسطنطنیه حمله کردند و پس از فراز و نشیب‌هایی در روابط دو جبهه، نهایتاً معاهده‌هایی میان بیزانس و روس بسته شد که موجب گرویدن تدریجی روس‌ها به مسیحیت و کلیسای ارتودکس شرقی گشت؛ به شکلی که این مذهب تا امروز برای روس‌ها باقی است. در چنین شرایطی حضور خزرها نفعی برای بیزانس و روس نداشت که هیچ؛ وجودشان مالیاتی ده درصدی بر گردن آن‌ها می‌انداخت که باعث نابودی خزران در ۹۶۵ میلادی شد. در پی زوال خزرها، طایفه‌ای از ترکان صحرانشین قبچاق به نام کومان‌ها، روس‌ها آنان را پولوتزی (پولوتزی یعنی زردگون، رنگ‌پریده) می‌خواندند، بر مسیر ولگا و دن تاختند و آزوف در کرانه رود دن را مرکز حکومت خود قرار دادند. (۱۰۵۴ تا ۱۲۳۷ میلادی)
در گرگان، طبرستان، دیلم، آذربایجان، شروان، اران و… نیز روس‌ها بازرگانی و حملات را در کنار هم انجام می‌دادند و یورش‌هایی همراه با غارت و برده‌گیری داشتند که شرح آن در مقاله آمد. این یورش‌ها بر ذهنیت مردم بسیار تأثیرگذار بود به‌طوری‌که نورا چادویک می‌نویسد اسکندرنامه نظامی گنجوی، که در نزدیک بردعه می‌زیست، به‌شدت متأثر از خاطرات مردم از حملات روس‌ها به این ناحیه است.

## گاهشمار
در نمودار زمانی ذیل دوران حکومت هریک از فرمانروایان روس‌های وارنگی آمده است. نقاط سرخ به معنی حملات دریایی روسان در زمان حکومت فرمانروای قید شده به سواحل دریای خزر است:
|  |